# Eilema taeniata
Eilema taeniata är en fjärilsart som beskrevs av Sergius G. Kiriakoff 1958. Eilema taeniata ingår i släktet Eilema och familjen björnspinnare. Inga underarter finns listade i Catalogue of Life.